# Землетрус у Марракеш — Сафі
Землетрус у Марракеш-Сафі — землетрус магнітудою 6,9 який стався в регіоні Марракеш-Сафі в Марокко 8 вересня 2023 о 23:11 за місцевим часом (22:11 за UTC). Епіцентр землетрусу був розташований на відстані 71,8 км на південний захід від Марракеша, біля містечка Ігіл в Атлаських горах. Він відбувся внаслідок поверхневого косого-тисненого розриву під гірським хребтом. Кількість загиблих та постраждалих уточнюється; більшість з них поза межами Марракеша. Будівлі та історичні пам'ятки в Марракеші сильно постраждали. Землетрус відчувався також в Іспанії, Португалії та Алжирі. Землетрус став найбільшим у Марокко протягом століття.

## Тектонічна обстановка
Марокко лежить поблизу кордону між Африканською плитою та Євразійською плитою, Азорсько-Гібралтарським трансформним розломом. Ця зона правобічного зсуву стає транспресійною на своєму східному кінці з розвитком великих насувів. На схід від Гібралтарської протоки, в Альборанському морі, кордон стає колізійним. Більшість сейсмічності в Марокко пов'язана з рухом на межі цієї плити, причому найбільша сейсмічна небезпека на півночі країни поблизу кордону. У 2004 році в Ель-Хосеймі стався землетрус магнітудою 6,3, у результаті якого загинули 628 людей і 926 отримали поранення. У 1980 році в сусідньому Алжирі землетрус магнітудою 7,3 забрав життя 2500 людей.
Атлаські гори — внутрішньоконтинентальний гірський пояс, що простягається від Марокко до Тунісу на 2000 км. Ці гори утворилися в кайнозої в результаті зіткнення тектонічних плит. Гірський масив досягає найвищої висоти на заході, в Марокко. Сейсмічність Марокко зосереджена в північному регіоні країни та Альборанському морі. На південь від Рифу сейсмічна активність незначна, але поширюється на Середній, Високий та Антиатлас. Сейсмічність в Сахарському Атласі обмежена і відсутня в регіоні Сахари на південь від поясу; він також менш активний на схід в Алжирі та Тунісі. Раніше найбільшим землетрусом зареєстрованим в Атлаських горах, був землетрус в Агадірі в 1960 році, магнітудою в 5,9. Землетруси в Атлаських горах демонструють вогнищеві механізми зсуву, насуву або комбінації обох (косий зсув).

## Землетрус

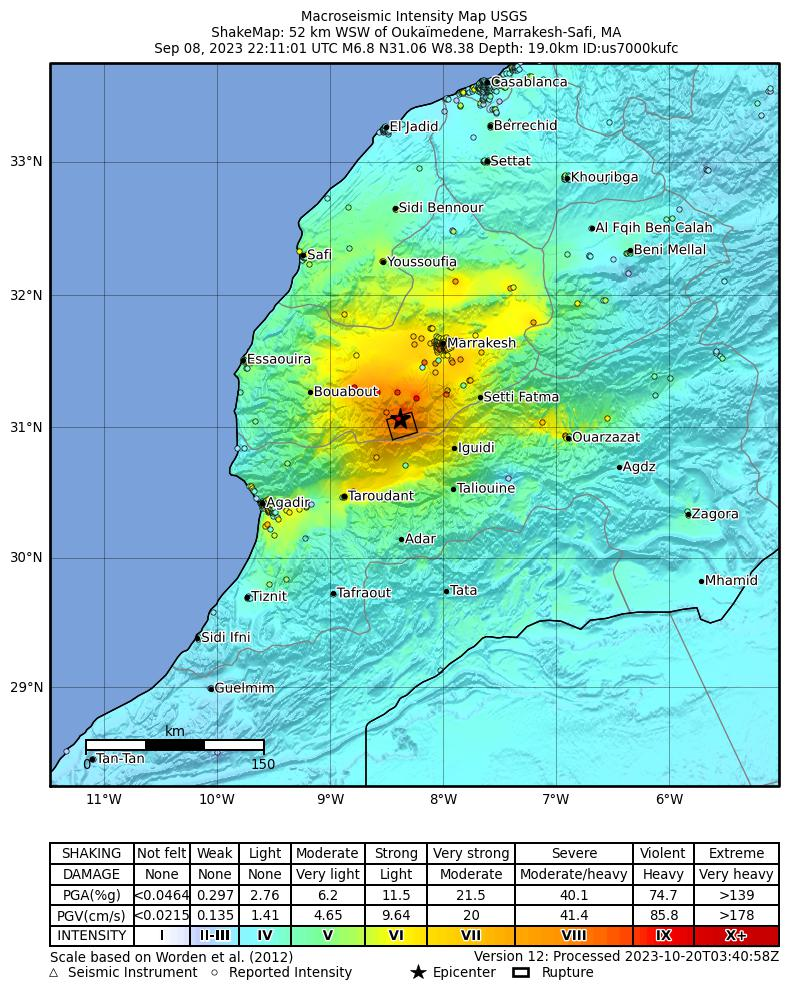
Мапа потужності землетрусів.

Землетрус є найбільшим, що був зареєстрований в сучасній історії Марокко. Він перевершується лише верхніми оцінками землетрусу в Мекнесі 1755 року, з магнітудою Mw 6,5–7,0. Глобальний центр моментних тензорів (GCMT) звітував про магнітуду Mw 6,9. Він стався на глибині 18,5 км, і мав магнітуду Mww 6,8 за даними Геологічної служби США (USGS), тоді як сейсмічна служба Марокко повідомила про фокусну глибину 8 км і магнітуду 7,2. За даними Європейсько-Середземноморського сейсмологічного центру, землетрус відчувався також в Португалії, Іспанії, Мавританії, Алжирі, Західній Сахарі та вздовж узбережжя протоки Гібралтар. Тремори були зафіксовані станціями моніторингу навіть у Єгипті. Свідки заявили, що трясіння тривало приблизно 20 секунд. Після головного удару через 19 хвилин стався афтершок з магнітудою 4,9.
Згідно з даними USGS, землетрус виник на фоні косо-товстуватого розриву під Високим Атласом. Розрив стався або на круто нахилених косо-зворотних тріщинах, спрямованих на північний захід, або на поверхнево нахилених косо-зворотних тріщинах, що розташовані на сході. Зона розриву сягає 30 км на 20 км. У Високому Атласі часто виникають скидові та товстуваті тріщини, орієнтовані схід-захід та північний схід-південний захід. З 1900 року в радіусі 500 км від епіцентру недавнього землетрусу не було жодного землетрусу магнітудою 6,0 або вище, але дев'ять подій магнітудою 5 та вище сталися на сході.
Землетрусу, як повідомляє видання Science Alert, передувала загадкова поява спалахів таємничих вогнів у небі. Деякі вчені припускають, що місцевим жителям вдалося спостерігати рідкісне явище, також відоме як "вогні землетрусу", про які зустрічаються записи, що датовані декількома століттями тому.

## Наслідки
За даними державного телебачення з посиланням на міністерство внутрішніх справ Марокко, щонайменше 1037 людей загинули, ще 1204 отримали поранення Щонайменше 721 людей перебуває у важкому стані.; 394 загиблих було зафіксовано в Аль-Хаузі, 271 в Таруданті, 91 в Чічауа, 31 в Уарзазате, 13 в Марракеші, 11 в Азілалі, п'ять в Агадірі, три в Касабланці і один в Юссуфії. Багато жертв було у віддалених місцях на південь від Марракеша. У Мулай-Брахімі жителі опинилися в пастці під обваленими будівлями, і волонтери намагалися їх врятувати.
Деякі будинки в старих частинах Марракеша та частини міських стін зруйнувалися. У Джемаа-ель-Фнаа мінарет мечеті Харбуш і частини його стін обвалилися, пошкодивши запарковані авто. Повідомляється, що мечеть Кутубія також була пошкоджена. Кілька будівель у Медіні Марракеша, об'єкті Всесвітньої спадщини ЮНЕСКО 12 століття, також обвалилися. Доступ до Інтернету був перешкоджений через відключення електроенергії.
У МВС повідомили, що більшість пошкоджень зазнали в селах. Поблизу епіцентру Високого Атласу громадський телеканал Al Aoula повідомив про обвал багатьох будівель. В епіцентрі землетрусу в місті Аль-Хауз мешканці опинилися під завалами зруйнованого будинку. Повідомляється, що більшість житлових будинків в Асні були пошкоджені. Інші будинки в містах поблизу епіцентру зруйновані частково або повністю. У деяких районах також було відключено електрику та дороги. Повідомляється, що в Ес-Сувейрі відвалилися частини фасадів.

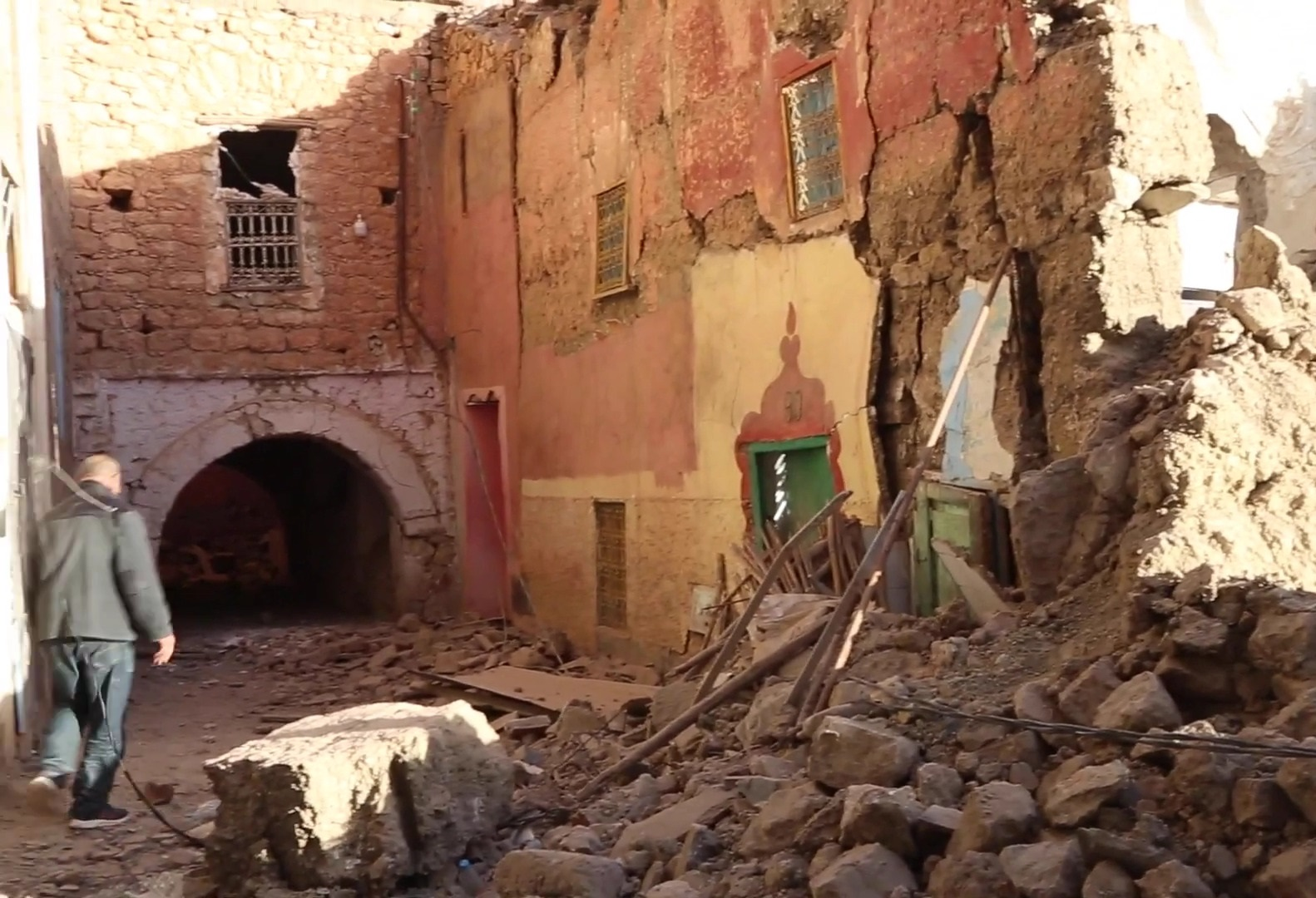
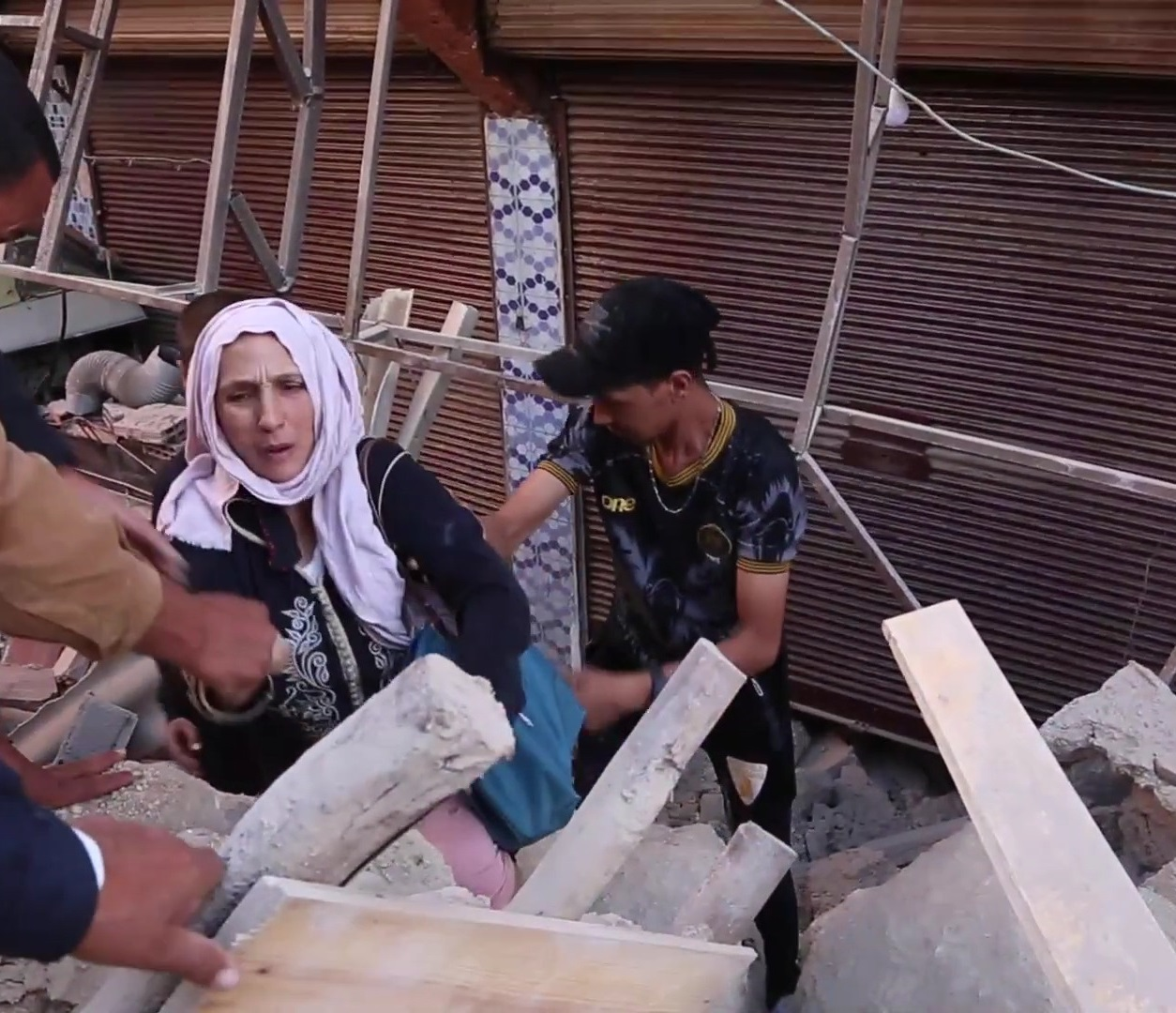
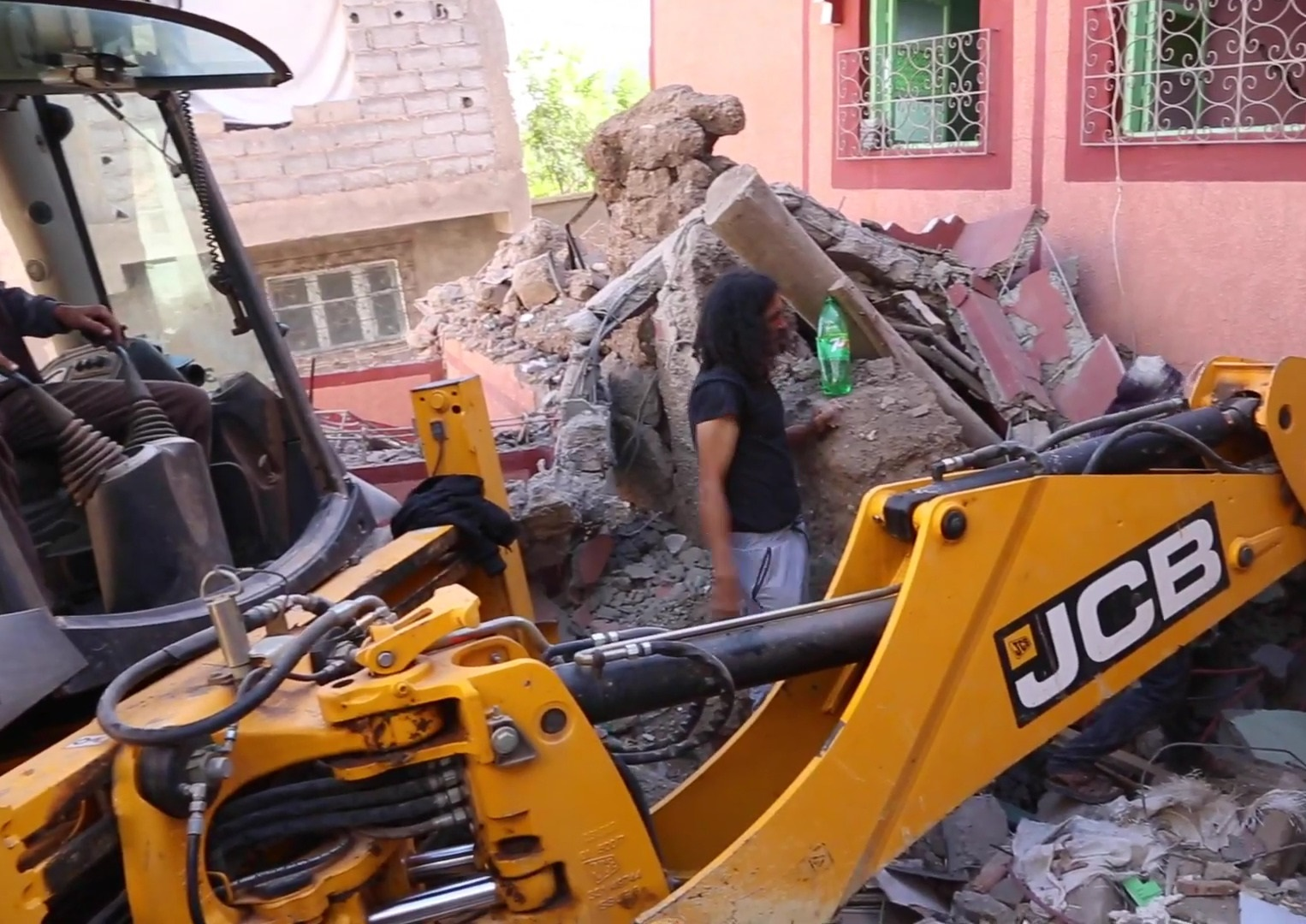
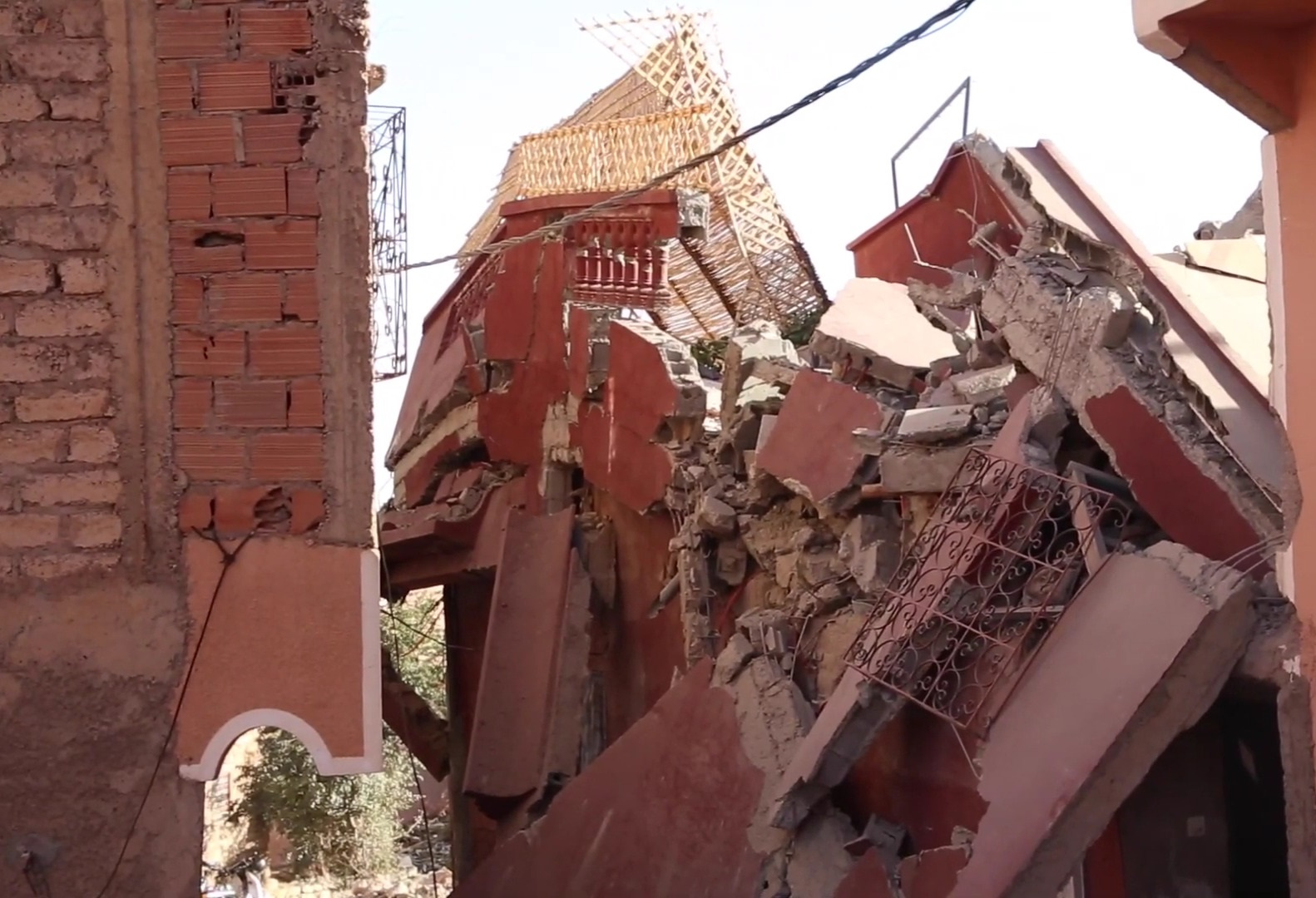

Люди в Марракеші вручну прибирали завали, чекаючи важкої техніки. Багато жителів залишилися на вулиці через страх нового землетрусу. У столиці Рабаті за 250 км на північ від епіцентру та в Імсуане, прибережному місті, жителі також залишили свої домівки.
У Сале вантажівки доставляли ковдри, ліжка та освітлювальні прилади до постраждалих районів. Місцеве інформаційне агентство 2M опублікувало відео машин швидкої допомоги, які їдуть ґрунтовою дорогою. Рятувальні роботи були зірвані через те, що дороги в гірському регіоні були перевантажені транспортними засобами та обваленим камінням. У провінції Аль-Хауз з доріг прибрали каміння, щоб карети швидкої допомоги могли дістатися до постраждалих районів.
У Марракеші зросла кількість поранених, які потрапили до лікарень. Оцінка збитків у Марракеші показала, що більша частина міста була відносно непошкодженою.
Король Мухаммед VI санкціонував розгортання Королівської марокканської армії в постраждалих містах для надання допомоги. Згодом армія створила польовий госпіталь у Мулай-Брахімі.
Аеропорт Марракеша продовжив роботу, але два рейси Ryanair з Марракеша до Брюсселя та Бове, заплановані на 9 вересня, були скасовані. Авіакомпанія British Airways замінила свій звичайний рейс до Марракеша на більший для перевезення британських громадян, що просили про репатріацію.
Африканська конфедерація футболу перенесла відбірковий матч між Марокко та Ліберією, який мав відбутися в Агадірі 9 вересня, на Кубок африканських націй 2024 року.
11 вересня 2023 року кількість жертв перевищила 2100 осіб, у віддалених селах тривали пошуки зниклих безвісти. Станом на вечір кількість загиблих оцінили в 2681 людину.
Станом на 14 вересня 2023 року, згідно повідомлення Morocco World News, кількість загиблих зросла до 2946 осіб, поранених — до 5674 осіб.

## Реакції
Індія, Алжир, Франція, Португалія, Румунія, Таїланд, Туреччина, Велика Британія, Сполучені Штати, Європейський Союз та ООН запропонували надати допомогу та підтримку Марокко. Організація Об'єднаних Націй запропонувала надати допомогу і підтримку Марокко. Нідерланди виділили 10 мільйонів євро на надзвичайну допомогу, а Товариство Червоного Хреста Китаю надало Марокканському Червоному Півмісяцю 200 000 доларів на надзвичайну гуманітарну допомогу. Інші світові лідери висловили свої співчуття.
18-годинна затримка короля Мохаммеда VI з офіційним оголошенням про землетрус викликала критику в суспільстві. Також критикували затримку уряду з офіційним запитом про допомогу і те, що більше зовнішньої допомоги не було дозволено. Розчарування також зростало серед міжнародних груп допомоги, які перебували в режимі очікування, оскільки вони не отримували офіційних запитів. Уряд Марокко офіційно не звертався за іноземною допомогою, проте прийняв допомогу від Катару, Іспанії, Об'єднаних Арабських Еміратів та Великої Британії. Офіційні особи заявили, що вони схвалили пропозицію лише чотирьох країн, тому що "брак координації може бути контрпродуктивним". Вони додали, що інші пропозиції можуть бути схвалені, коли виникне потреба.
11 вересня 2023 Марокко прийняло допомогу від Алжиру, яка включала в себе спеціалізовану групу цивільного захисту у складі 80 осіб, а також 3 військові вантажні літаки з медикаментами та продуктами харчування.
Прем'єр-міністр Ізраїлю Біньямін Нетаньяху і король Йорданії Абдалла II наказали своїм урядам відправити допомогу Марокко, а президент Об'єднаних Арабських Еміратів Мохаммед бін Заїд Аль Нахайян наказав створити повітряний міст для транспортування гуманітарної допомоги та іншої підтримки, як і Саудівська Аравія. 
10 вересня султан Оману Хайтам бін Тарік наказав направити до Марокко рятувальні бригади і медичну допомогу.
Алжир, вперше з 2021 року, відкрив свій повітряний простір для Марокко, щоб полегшити прибуття гуманітарної допомоги. Наступного дня Алжир запропонував створити спеціалізовану групу цивільного захисту у складі 80 осіб. 
Іспанія надала у розпорядження Марокко свій військовий підрозділ з надзвичайних ситуацій, інші агентства з надання допомоги та своє посольство в Рабаті. Два літаки ВПС Іспанії з 86 солдатами і вісьмома пошуковими собаками вилетіли до Марракеша після двостороннього звернення уряду Марокко.
Чехія оголосила про готовність відправити близько 70 членів рятувальної команди, в тому числі дев'ять лікарів, після отримання офіційного запиту від уряду Марокко. Міністр оборони Чехії Яна Черночова заявила, що для перевезення команди підготовлено три військові літаки.
Міжнародна хартія з космосу і великих катастроф була задіяна Навчальним і науково-дослідним інститутом ООН (ЮНІТАР) від імені Міжнародної федерації товариств Червоного Хреста і Червоного Півмісяця (МФЧХ), щоб забезпечити широке, хоча і контингентне, гуманітарне супутникове покриття. 
9 вересня прибула команда з 50 парамедиків і персоналу з Тунісу. Команда також привезла з собою пошукових собак, тепловізори, безпілотник і польовий госпіталь. 
11 вересня до Марокко прибула катарська рятувальна команда.
Конфедерація африканського футболу перенесла відбірковий матч до Кубку африканських націй 2023 року між Марокко та Ліберією, який мав відбутися в Агадірі 9 вересня, проте відбірковий матч між Республікою Конго та Гамбією відбувся, як і було заплановано, у Марракеші 10 вересня. УЄФА оголосив хвилину мовчання за загиблими на всіх матчах клубів та національних збірних до 21 вересня.

### Україна
Згідно повідомлення державного інформаційного агентства Укрінформ, Президент України Володимир Зеленський у соцмережі 𝕏 висловив співчуття постраждалим від потужного землетрусу в Марокко.

### Франція
9 вересня 2023 року, опівночі (за київським часом), вогні Ейфелевої вежі у Парижі згасли на знак вшанування пам'яті жертв землетрусу в Марокко, — про це повідомило агентство Reuters із посиланням на AFP.
Бенуа Паян, мер міста-побратима Марракеша - Марселя (Франція), оголосив, що відправляє пожежників до Марокко для допомоги в рятувальних операціях. Президент регіональної ради регіону Іль-де-Франс Валері Пекрес надіслала допомогу в розмірі 535 000$.  Посольство Франції в Марокко відкрило гарячу лінію кризового відділу. З Ніцци було відправлено рятувальну команду, а громади по всій країні запропонували понад 2 мільйони євро (2,1 мільйона доларів) допомоги. Французький уряд виділив 5 мільйонів євро (5,4 мільйона доларів) допомоги для неурядових організацій, що працюють в Марокко. Арно Фресс, голова організації "Рятувальники без кордонів", заявив, що 10 вересня марокканська влада не дозволила її командам в'їхати в країну. 10 вересня міністр цифрових технологій Жан-Ноель Барро заявив, що всі французькі оператори мобільного зв'язку почали пропонувати безкоштовні дзвінки та текстові повідомлення в Марокко.